# 卫小春
卫小春（1959年12月—），汉族，山西曲沃人，中华人民共和国官员，中国民主促进会会员，第十一届、第十二届全国政协委员、第十三届全国人大代表。
1976年参加工作，1982年大学毕业，1998年3月在瑞典获博士学位，后在苏黎世大学医学院做博士后。回国后，加入中国民主促进会，担任民进中央常委、山西省委主委、山西省政协副主席、山西省科协副主席。2008年，当选第十一届全国政协委员，代表中国民主促进会，分入第九组。2018年2月24日，当选为第十三届全国人大代表。